# Feldkirchen (distrito)
| Feldkirchen                                      |                                          |
| Estado                                           | Caríntia                                 |
| Capital                                          | Feldkirchen in Kärnten                   |
| Área                                             | 558,56 km²                               |
| População                                        | 30 510 habitantes (1 de janeiro de 2010) |
| Densidade                                        | 54 hab./km²                              |
| Website                                          | Site oficial                             |
| Localização de Feldkirchen no estado de Caríntia |                                          |
|                                                  |                                          |

Feldkirchen é um distrito da Áustria localizado no estado da Caríntia.

## Cidades e municípios
Feldkirchen possui dez municípios, sendo um deles, a capital Feldkirchen in Kärnten, com estatuto de cidade (Stadtgemeinde) (populações em 1 de janeiro de 2010):
| Cidade: 1. Feldkirchen in Kärnten (14.304) | Municípios: 1. Albeck (1.102) 2. Glanegg (1.956) 3. Gnesau (1.161) 4. Himmelberg (2.358) 5. Ossiach (718) 6. Reichenau (1.965) 7. Sankt Urban (1.518) 8. Steindorf am Ossiacher See (3.745) 9. Steuerberg (1.683) |